# 케림 프레이
케림 프레이(Kerim Frei, 1993년 11월 19일 ~ )는 튀르키예의 축구 선수이다. 윙어이며, 파티흐 카라귐뤼크 SK와 튀르키예 국가대표로 활약하고 있다.

## 사생활
프레이는 오스트리아 펠트키르히에서 튀르키예인 아버지와 모로코인 어머니 사이에서 태어났으며, 스위스에서 어린 시절을 보냈다.